# Echinopepon tultitlanapaensis
Echinopepon tultitlanapaensis är en gurkväxtart som beskrevs av A.K. Monro och P. J. Stafford. Echinopepon tultitlanapaensis ingår i släktet Echinopepon och familjen gurkväxter. Inga underarter finns listade i Catalogue of Life.